# Libertas praestantissimum
Libertas praestantissimum (en español: La libertad, preciosísimo don), conocida también como Libertas es la vigésimo sexta encíclica de León XIII, sobre la libertad humana. Fue publicada el 20 de junio de 1888.

## Contexto histórico
La propagación del liberalismo político a lo largo del siglo XIX, y especialmente durante los pontificados de León XIII y de Pío IX, su antecesor, requería que la Iglesia recordase su doctrina sobre la libertad. El papa se había referido ya a esta cuestión en otras encíclicas, por ejemplo en Cum multa (1882) dirigida a los católicos españoles. En Immortale Dei se había referido ya al modo erróneo con el que se entendía la libertad por parte de algunos políticos; y, de algún modo, enlaza con otros documentos de sus antecesores: Mirari vos (1836), de Gregorio XVI, y el Syllabus (1864), de Pío IX.
Sin embargo, es ésta la primera encíclica dedicada expresamente a enjuiciar el liberalismo, un tema que volvería a tratar en Sapientiae christiana (1890) y en Praeclara gratulationis (1894).

## Contenido de la encíclica
Libertas, praestantissimum naturae bonum, idemque intelligentia aut ratione utentium naturarum unice proprium, hanc tribuit homini dignitatem ut sit in manu consilii sui, obtineatque actionum suarum potestatem. — Verumtamen eiusmodi dignitas plurimum interest qua ratione geratur, quia sicut summa bona, ita et summa mala ex libertatis usu gignuntur.
La libertad, don excelente de la Naturaleza, propio y exclusivo de los seres racionales, confiere al hombre la dignidad de estar en manos de su albedrío y de ser dueño de sus acciones. Pero lo más importante en esta dignidad es el modo de su ejercicio, porque del uso de la libertad nacen los mayores bienes y los mayores males.

### Naturaleza de la libertad
Tras ese inicio, en que ya se ha declarado que la libertad tiene su origen en el plan creador de Dios, la encíclica analiza la naturaleza de la libertad y en sus vínculos con la voluntad y con la razón, reiterando la doctrina según la cual la libertad inclina al bien según la razón, y el error de la razón hace que la plenitud de la libertad se desvirtúe. 

El Doctor Angélico se ha ocupado con frecuencia de esta cuestión, y de sus exposiciones se puede concluir que la posibilidad de pecar no es una libertad, sino una esclavitud. Sobre las palabras de Cristo, nuestro Señor, el que comete pecado es siervo del pecado

Luego pasa a ocuparse de la ley, comenzando por la ley natural escrita en el corazón de cada hombre. La ley natural opera en cada individuo; pero también hay una ley humana, que se aplica a las comunidades de hombres; esta ley, siempre que sea justa, debe ser obedecida. 

### Cómo entiende el liberalismo la libertad
El papa relata que la Iglesia ha defendido siempre la libertad, pero que no faltan en este momento quienes la acusan de ser enemiga de la libertad; esto es así porque en la actualidad se da un entendimiento erróneo de la libertad. Por esto, pasa a exponer de modo sintético la doctrina del liberalismo sobre la libertad.
Por una parte, el naturalismo o racionalismo filosófico coincide con el liberalismo, 

el principio fundamental de todo el racionalismo es la soberanía de la razón humana, que, negando la obediencia debida a la divina y eterna razón y declarándose a sí misma independiente, se convierte en sumo principio, fuente exclusiva y juez único de la verdad. Esta es la pretensión de los referidos seguidores del liberalismo; según ellos no hay en la vida práctica autoridad divina alguna a la que haya que obedecer; cada ciudadano es ley de sí mismo

Reconociendo este error, entre los defensores del liberalismo hay lo que aceptan que la libertad queda pervertida cuando se ejerce sin reparar en los excesos o con desprecio de la verdad y la justicia, pero afirman que para evitar este error basta que la libertad sea gobernada por la recta razón y por tanto quedar sometida a las ley eterna de Dios, pero 

Piensan que esto basta y niegan que el hombre libre deba someterse a las leyes que Dios quiera imponerle por un camino distinto al de la razón natural.

Todavía hay otros, más moderados, que aceptan que las layes divinas deben regular la vida de los particulares, pero niegan que también deba regir la vida y la actividad del Estado. Sin embargo, la responsabilidad del Estado respecto a sus ciudadanos no se limita a la prosperidad de los bines exteriores, debe también considerar los bienes espirituales. De ahí la relación que han de guardar entre sí el poder público y el poder religioso.

Ambos poderes ejercen su autoridad sobre los mismos hombres, y no es raro que uno y otro poder legislen acerca de una misma materia, aunque por razones distintas. En esta convergencia de poderes, el conflicto sería absurdo y repugnaría abiertamente a la infinita sabiduría de la voluntad divina; es necesario, por tanto, que haya un medio, un procedimiento para evitar los motivos de disputas y luchas y para establecer un acuerdo en la práctica.

### La aplicación de la libertad en distintas materias
El papa pasa a continuación a exponer cómo entiende el liberalismo, y como debe entenderse la libertad en distintos campos, y cuál es la doctrina católica sobre estas cuestiones. La idea general, que la encíclica, recuerda al tratar de la libertad de cultos, de enseñanza, de expresión y de imprenta, es que solo existe verdadera libertad en la verdad, y no en el error.
En cuanto a la llamada libertad de cultos, su práctica por el Estado no puede suponer la negación del culto público, o la necesidad de considerar todos los cultos como iguales; ni, mucho menos, impedir que los ciudadanos den culto a Dios. La libertad de enseñanza y la de expresión e imprenta no puede separarse de la defensa de la verdad, pues comunicar y difundir el error no puede ser función de la libertad, pues en realidad lo que hace es anularla o pervertirla. Sin embargo, señala la encíclica, hay un amplio campo de materias opinables, en que el éxito en la búsqueda de la verdad no queda asegurado; en esos campos existe una completa libertad de enseñanza y de comunicar las propias opiniones.
La libertad de conciencia no debe entenderse, como lo hace el liberalismo, en el sentido de que es lícito a cada uno dar o no culto a Dios, sino que ha de entenderse 

en el sentido de que el hombre en el Estado tiene el derecho de seguir, según su conciencia, la voluntad de Dios y de cumplir sus mandamientos sin impedimento alguno. Esta libertad, la libertad verdadera, la libertad digna de los hijos de Dios, que protege tan gloriosamente la dignidad de la persona humana, está por encima de toda violencia y de toda opresión y ha sido siempre el objeto de los deseos y del amor de la Iglesia.

Esta es la libertad que reivindicaron los apóstoles y apologistas, y la que -cuando fue necesario- consagraron los mártires con su sangre.

### La tolerancia
La Iglesia defiende los derechos de la verdad, y desea que en todos los órdenes se ejerza la libertad tal como se ha expuesto, pero 

se hace cargo maternalmente del grave peso de las debilidades humanas. No ignora la Iglesia la trayectoria que describe la historia espiritual y política de nuestros tiempos. Por esta causa, aun concediendo derechos sola y exclusivamente a la verdad y a la virtud no se opone la Iglesia, sin embargo, a la tolerancia por parte de los poderes públicos de algunas situaciones contrarias a la verdad y a la justicia para evitar un mal mayor o para adquirir o conservar un mayor bien.

Por esto, hay circunstancia en que el poder político puede y aún debe, tolerar el mal, pero lo que nunca pueda hacer es aprobarlo ni quererlo en sí mismo.

### Aplicaciones prácticas
En la última parte de la encíclica el papa, recapitula las enseñanzas que ha expuesto y señala algunas consecuencias prácticas.

es absolutamente necesario que el hombre quede todo entero bajo la dependencia efectiva y constante de Dios. Por consiguiente, es totalmente inconcebible una libertad humana que no esté sumisa a Dios y sujeta a su voluntad. Negar a Dios este dominio supremo o negarse a aceptarlo no es libertad, sino abuso de la libertad y rebelión contra Dios.

Por el contrario, rechazar por completo la autoridad de Dios supone la mayor perversión de la libertad; también supone una falta libertad la de aquellos que consideran que rechazan las normas de la moral que superan el conocimiento natural, o que al menso no hay que tenerlas en cuenta en la vida política del Estado.
De aquí se concluye que no es lícito un uso de la libertad que no tiene en cuenta la ley de Dios. Donde estas libertades, así entendidas, estén vigentes, pueden ser toleradas con justa causa, y ejercer esas libertades, pero considerando que solo son legítimas en cuanto suponen un aumento de felicidad para vivir la virtud, Por lo demás:

Donde exista ya o donde amenace la existencia de un gobierno que tenga a la nación oprimida injustamente por la violación o prive por la fuerza a la Iglesia de la libertad debida, es lícito procurar al Estado otra organización política más moderada, bajo la cual se pueda obrar libremente.

No está prohibido preferir un Estado moderado por el elemento democrático, es bueno participar en la vida política, salvo que en algún lugar por las circunstancias presentes, se imponga otra conducta. Tampoco condena la Iglesia el deseo de liberarse de una potencia extranjera o de un tirano, siempre que se haga sin violar la justicia..